# Dani Fernández
Daniel Fernández Fernández, detto Dani (Madrid, 30 aprile 1997), è un calciatore spagnolo, difensore svincolato.

## Caratteristiche tecniche
Gioca come terzino destro.

## Carriera
Cresciuto nei settori giovanili di Valdemoro, Getafe e Leganés, nel 2012 è entrato a far parte della cantera del Real Madrid. Nel 2015 è stato aggregato al Castilla, con cui ha debuttato il 18 ottobre nell'incontro di Segunda División B vinto per 1-0 contro il Toledo.
Il 5 agosto 2016 è stato ceduto in prestito per una stagione al Mérida AD, e l'anno successivo al Fuenlabrada con la medesima formula. Nel luglio 2018 ha fatto ritorno al Castilla, con cui ha disputato la stagione 2018-2019.
Rimasto svincolato, nel 2019 ha firmato un contratto annuale con il Fuenlabrada, promosso per la prima volta nella sua storia in Segunda División. Ha debuttato nella seconda serie spagnola il 17 agosto contro l'Elche. Nuovamente senza contratto, il 10 agosto ha firmato con il Badajoz.
Il 6 luglio 2022 è stato acquistato dal Racing Santander, con cui ha firmato un biennale.

## Statistiche

### Presenze e reti nei club
Statistiche aggiornate al 26 dicembre 2023.
| Stagione        | Squadra          | Campionato      | Campionato | Campionato | Coppe nazionali | Coppe nazionali | Coppe nazionali | Coppe continentali | Coppe continentali | Coppe continentali | Altre coppe | Altre coppe | Altre coppe | Totale | Totale |
| Stagione        | Squadra          | Comp            | Pres       | Reti       | Comp            | Pres            | Reti            | Comp               | Pres               | Reti               | Comp        | Pres        | Reti        | Pres   | Reti   |
| --------------- | ---------------- | --------------- | ---------- | ---------- | --------------- | --------------- | --------------- | ------------------ | ------------------ | ------------------ | ----------- | ----------- | ----------- | ------ | ------ |
| 2015-2016       | Real M. Castilla | SDB             | 17         | 0          |                 | -               | -               |                    | -                  | -                  |             | -           | -           | 17     | 0      |
| 2016-2017       | Mérida AD        | SDB             | 20         | 0          | CR              | 0               | 0               |                    | -                  | -                  |             | -           | -           | 20     | 0      |
| 2017-2018       | Fuenlabrada      | SDB             | 26         | 2          | CR              | 3               | 0               |                    | -                  | -                  |             | -           | -           | 29     | 2      |
| 2018-2019       | Real M. Castilla | SDB             | 19         | 0          |                 | -               | -               |                    | -                  | -                  |             | -           | -           | 19     | 0      |
| 2019-2020       | Fuenlabrada      | SD              | 13         | 0          | CR              | 2               | 0               |                    | -                  | -                  |             | -           | -           | 15     | 0      |
| 2020-2021       | Badajoz          | SDB             | 25         | 0          | CR              | 1               | 0               |                    | -                  | -                  |             | -           | -           | 26     | 0      |
| 2021-2022       | Badajoz          | PDR             | 26         | 1          | CR              | 0               | 0               |                    | -                  | -                  |             | -           | -           | 26     | 1      |
| 2022-2023       | Racing Santander | SD              | 35         | 0          | CR              | 0               | 0               |                    | -                  | -                  |             | -           | -           | 35     | 0      |
| 2023-2024       | Racing Santander | SD              | 10         | 0          | CR              | 0               | 0               |                    | -                  | -                  |             | -           | -           | 10     | 0      |
| Totale carriera | Totale carriera  | Totale carriera | 173        | 8          |                 | 3               | 0               |                    | -                  | -                  |             | -           | -           | 176    | 8      |